# Октябрьский (Сысертский муниципальный округ)
Октябрьский — посёлок в Сысертском районе Свердловской области России. Входит в Сысертский муниципальный округ.
Ранее посёлок был центром Октябрьского сельсовета Сысертского района.

## Географическое положение
Посёлок Октябрьский расположен в 19 километрах к юго-востоку от Екатеринбурга и в 15 километрах (по автодороге в 17 километрах) к северу от города Сысерти. Вдоль западной окраины посёлка проходит Челябинский тракт. Через посёлок Октябрьский течёт река Кипучий Ключ (правый приток Арамилки), образующая в черте посёлка два небольших пруда.

## История
Современная граница посёлка была установлена 2 августа 2007 года.
В 2000 году был открыт Покровский молитвенный дом с колокольней, освящён 11 октября 2000 года в честь Покрова Пресвятой Богородицы.
В 2004 году в посёлке была открыта мечеть Нур.

## Население
| 2002 | 2010  | 2021  |
| ---- | ----- | ----- |
| 2534 | ↗2772 | ↘2707 |

## Инфраструктура
В посёлке работают клуб с библиотекой, школа, детский сад, участковая больница (общая врачебная практика), опорный пункт полиции, отделения «Почты России» и Сбербанка.
В посёлке Октябрьском работает детский православный приют.
До посёлка можно добраться на автобусе из Екатеринбурга, Сысерти и Арамили.

### Промышленность
- ООО «Камертон»
- ССПК «Бородулинский»
- ООО «Декма-Стиль»
- ООО «Привал»
- ООО «Агро-2000»
- ООО "АПК «Октябрьский»
- ООО «Бородулинское»
- ООО «Картофель»
- СПК «Деметра»
- ООО "КФ «Уралочка»
- ООО «СТК»